# Distretto di Sesto San Giovanni
Il distretto di Sesto San Giovanni era il nome di un distretto progettato dal governo giacobino della Repubblica Cisalpina nel dipartimento d'Olona. Come molti enti simili, non trovò piena applicazione a causa del caotico periodo rivoluzionario in cui fu ideato, e venne soppresso dopo solo un anno a causa di nuovi rivolgimenti politici.

## Storia
La Costituzione della Repubblica Cisalpina progetto un nuovo ordinamento degli enti locali lombardi, partendo dal presupposto di una nuova geografia basata su una razionalizzazione illuministica anziché sui retaggi di secoli di storia. La funzione dei distretti, che andavano a sostituire l'istituto plurisecolare della pieve, sarebbe divenuto quello di svolgere le più alte funzioni municipali nelle aree di notevole parcellizzazione comunale.
Nell'area nord orientale milanese, quella che era stata la Pieve di Bruzzano venne privata della sua zona nordoccidentale, più vicina a Bollate, tra cui si trovava Cormano e l'antico capoluogo, funzione che venne trasferita a Sesto San Giovanni, località appena aggregata al distretto insieme alla porzione meridionale e quel poco che rimaneva dell'ex Corte di Monza, orfana di Vimodrone e soprattutto del suo capoluogo in quanto le città non facevano più parte di nessun distretto, vista la logica con cui questi erano stati progettati. Il distretto venne classificato col numero 5.
Definito dalla legge 6 germinale anno VI, l'ente non riuscì ad avere una vera applicazione, poiché pochi mesi dopo il golpe militare riversò il primo governo giacobino sostituendolo con uno più finalizzato ad ottenere risparmi per la guerra. Il distretto di Sesto, ritenuto troppo piccolo, venne subito cancellato a favore di circoscrizioni più ampie.

## Territorio
Il territorio del distretto era così suddiviso:
| Comuni                                                   |
| Comune di Sesto San Giovanni Comune di Cassina de' Gatti |
| Comune di Affori                                         |
| Comune di Bresso                                         |
| Comune di Brusuglio                                      |
| Comune di Cologno                                        |
| Comune di Crescenzago                                    |
| Comune di Dergano                                        |
| Comune di Moncucco                                       |
| Comune di Niguarda Comune di Bicocca                     |
| Comune di Precentenaro                                   |
| Comune di Precotto                                       |
| Comune di San Damiano                                    |
| Comune di Sant'Alessandro                                |
| Comune di Segnano                                        |
| Comune di Turro Comune di Gorla                          |
| Comune di Villa San Fiorano                              |